# Кікапу-Трайбал-Сентер (Канзас)
Кікапу-Трайбал-Сентер (англ. Kickapoo Tribal Center) — переписна місцевість (CDP) в США, в окрузі Браун штату Канзас. Населення — 177 осіб (2020).

## Географія
Кікапу-Трайбал-Сентер розташований за координатами 39°40′20″ пн. ш. 95°38′43″ зх. д. / 39.67222° пн. ш. 95.64528° зх. д. (39.672245, -95.645276).  За даними Бюро перепису населення США в 2010 році переписна місцевість мала площу 5,01 км², уся площа — суходіл.

## Демографія
Згідно з переписом 2010 року, у переписній місцевості мешкали 194 особи в 75 домогосподарствах у складі 37 родин. Густота населення становила 39 осіб/км².  Було 81 помешкання (16/км²).
Расовий склад населення:
| - 84,5 % — корінних американців - 10,8 % — білих - 1,0 % — чорних або афроамериканців - 1,5 % — осіб інших рас |

До двох чи більше рас належало 2,1 %. Частка іспаномовних становила 6,7 % від усіх жителів.
За віковим діапазоном населення розподілялося таким чином: 25,3 % — особи молодші 18 років, 57,2 % — особи у віці 18—64 років, 17,5 % — особи у віці 65 років та старші. Медіана віку мешканця становила 40,3 року. На 100 осіб жіночої статі у переписній місцевості припадало 98,0 чоловіків;  на 100 жінок у віці від 18 років та старших — 123,1 чоловіків також старших 18 років.
Середній дохід на одне домашнє господарство  становив 49 808 доларів США (медіана — 40 000), а середній дохід на одну сім'ю — 55 327 доларів (медіана — 46 250). За межею бідності перебувало 23,4 % осіб, у тому числі 27,6 % дітей у віці до 18 років та 3,1 % осіб у віці 65 років та старших.
Цивільне працевлаштоване населення становило 64 особи. Основні галузі зайнятості: публічна адміністрація — 37,5 %, освіта, охорона здоров'я та соціальна допомога — 18,8 %, будівництво — 15,6 %, мистецтво, розваги та відпочинок — 14,1 %.